# S.A. Partridge
Pour les articles homonymes, voir Partridge.
SA Partridge (née le 17 août 1982 au Cap, Afrique du Sud) est un auteur de romans pour jeunes adultes. Pour sa contribution à la littérature sud-africaine, Partridge a été nommée en 2011 parmi les 200 jeunes Sud-Africains les plus prometteurs, classement établi par le journal Mail & Guardian. Ses romans sont tous publiés par la maison d'édition Human & Rousseau

## Ses livres
Partridge est l'auteur de  Goblet Club, un roman-fiction pour adolescent publié en 2007 mais écrit alors qu'elle avait 18 ans. Cette nouvelle obtient plusieurs récompenses dont le prix littéraire M-Net dans la catégorie jeunesse.
Son deuxième roman,  Fuse traite de sujets plus sensibles comme les meurtres à l'école, l'intimidation et la fugue dans les quartiers  du Cap et de Pretoria. Le roman a été en lice pour le Prix Percy Fitzpatrick pour la fiction de jeunesse.
Troisième roman de Partridge publié en 2011, Dark Poppy’s Demise raconte l'histoire de Jenna Brooks, adolescente de seize ans qui fait face à un prédateur sur le réseau social Facebook. Elle publie en août 2013 son quatrième roman Sharp Edges et fut nommée la même année au Prix de l'histoire courte des écrivains du Commonwealth.